# کوناشووکا
کوناشووکا (به لهستانی:  Konaszówka) یک روستا در لهستان است که در گمینا کشانژ ویلکی واقع شده‌است.
 کوناشووکا  ۲۶۰ نفر جمعیت دارد.